# Herz-Jesu-Kirche (Besseringen)

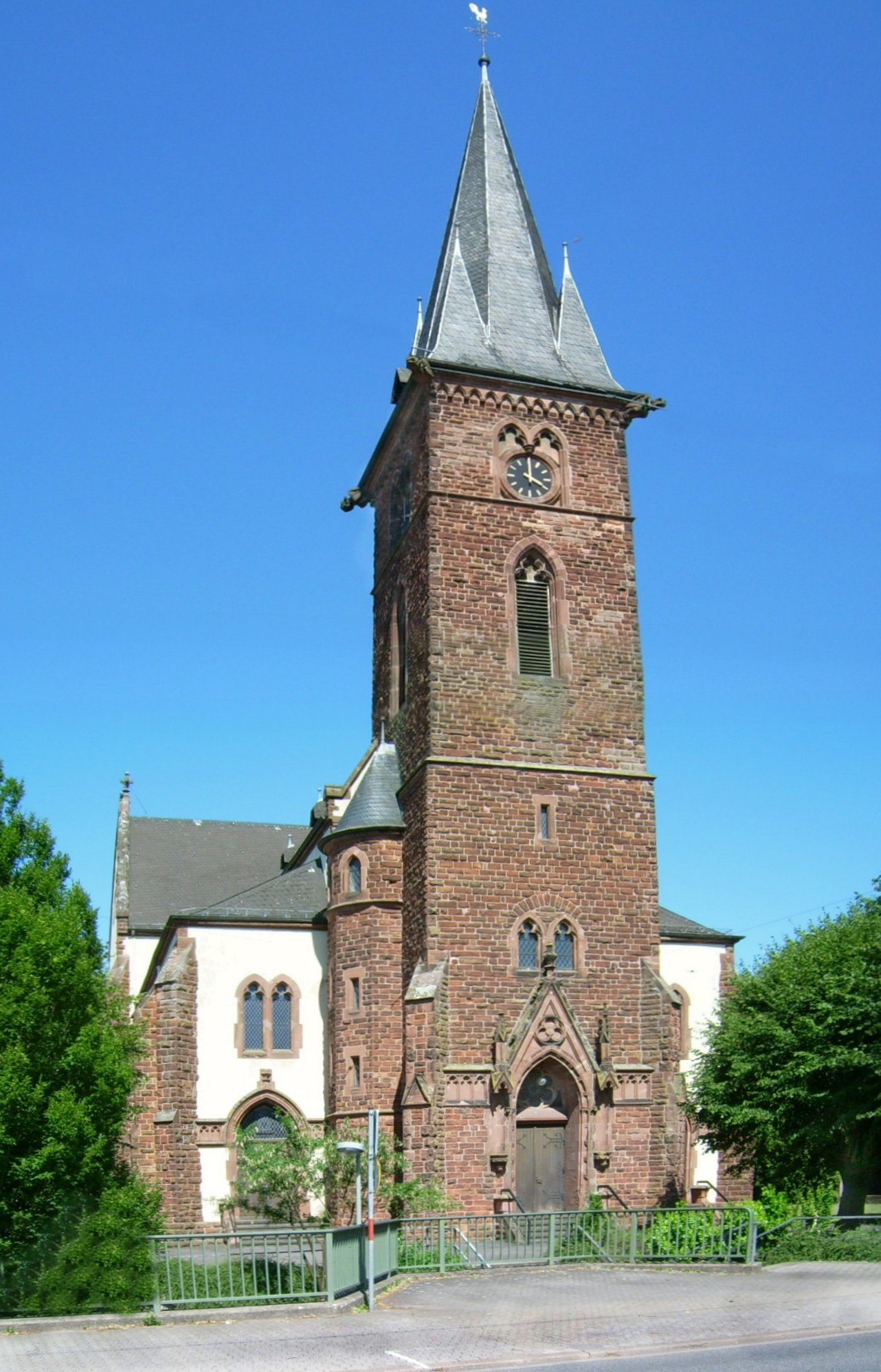
Die katholische Pfarrkirche Herz Jesu in Besseringen

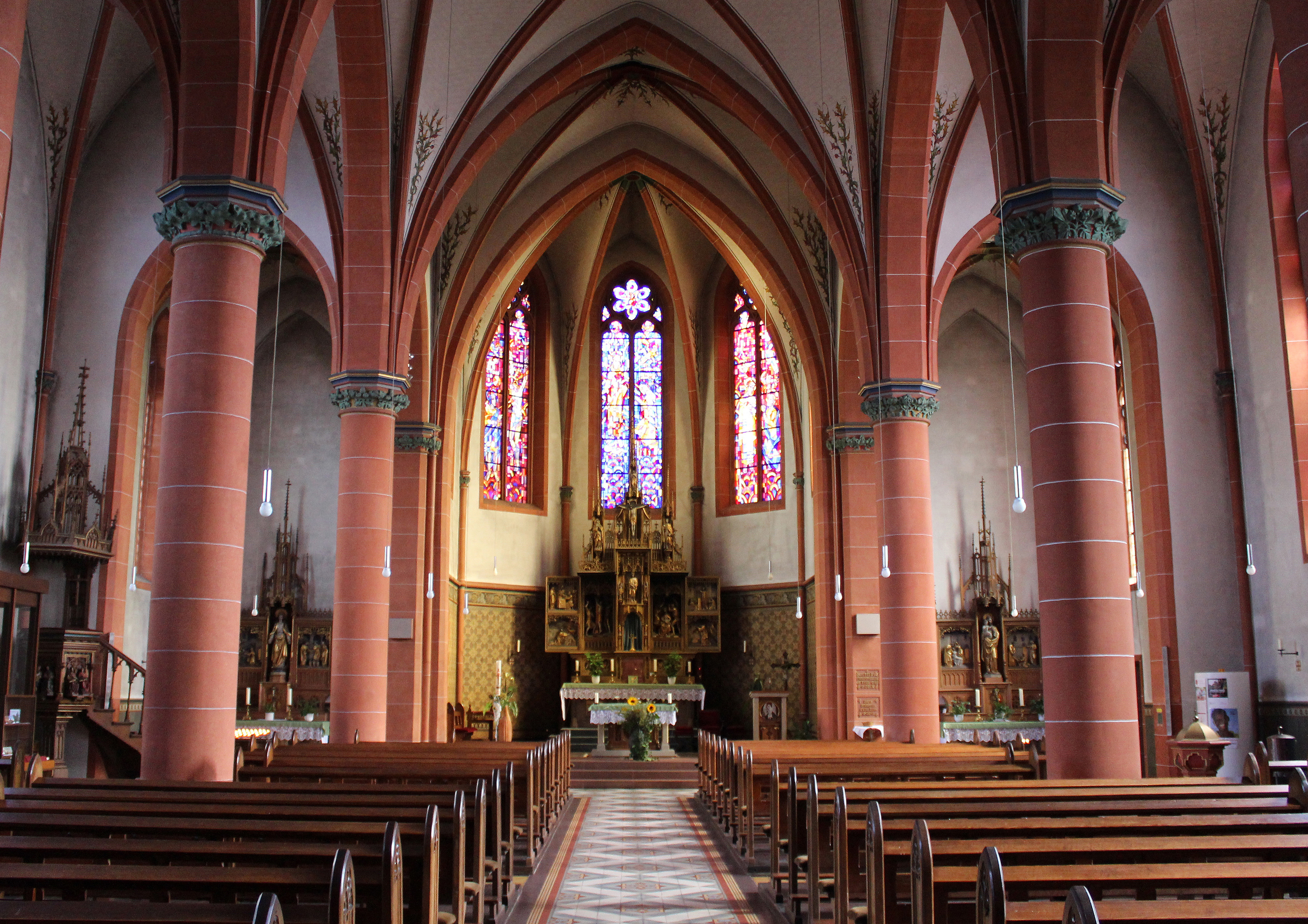
Blick ins Innere der Kirche

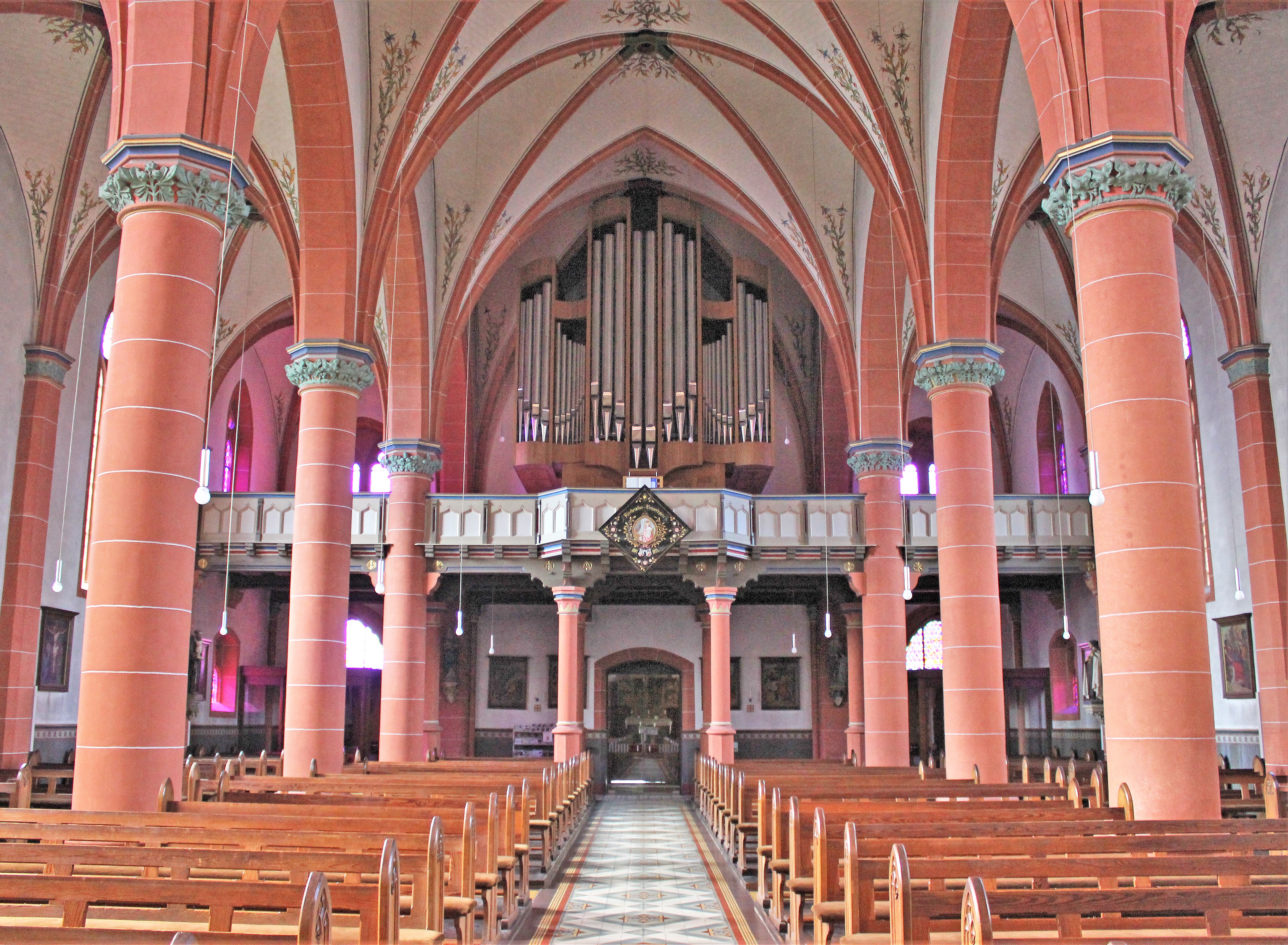
Blick zur Orgelempore

Die Herz-Jesu-Kirche ist eine römisch-katholische Pfarrkirche in Besseringen, einem Stadtteil von Merzig, Landkreis Merzig-Wadern, Saarland. Sie trägt das Patrozinium der Verehrung des heiligsten Herzens Jesu. In der Denkmalliste des Saarlandes ist das Kirchengebäude als Einzeldenkmal aufgeführt.

## Geschichte
Die Katholiken von Besseringen gehörten gemeinsam mit denen von Ponten (heute ein Ortsteil von Besseringen) rechts der Saar und denen von Schwemlingen und Dreisbach links der Saar zur Pfarrei St. Gangolf, deren Pfarrkirche sich zwischen Besseringen und Mettlach am Berghang zur Burg Montclair befand. Unter Abt Kleiner von der Benediktinerabtei Mettlach entstanden bereits in den Jahren 1773 bis 1775 erste Planungen zum Bau einer Pfarrkirche in Besseringen-Ponten, deren Bau aber am Widerstand der Bürger von Schwemlingen und Dreisbach, sowie der Uneinigkeit der Besseringer scheiterte. Im Jahr 1856 hatte der St.Gangolfer Pfarrer Christoph Schauffler den Plan das Pfarrhaus nach Besseringen zu verlegen, was aber am Widerstand der Schwemlinger scheiterte. Im Laufe des 19. Jahrhunderts scheiterten noch weitere Pläne zur Verlegung des Pfarrhauses am Schwemlinger Widerstand.
Unter Pfarrer Matthias Josef Zens konnte 1897 im Kirchenrat von St.Gangolf schließlich eine Einigung erzielt werden, die zum Verkauf der Mutterpfarrei an die Familie von Boch führte, sodass der Neubau einer Pfarrkirche in Besseringen in Angriff genommen werden konnte. Erst nachdem Schwierigkeiten mit den Pfarreimitgliedern links der Saar ausgeräumt und finanzielle und grundrechtliche Fragen geklärt waren, konnte unter Pastor Peter Krayer am 2. Februar 1906  die Vergabe des Kirchenbaus vorgenommen werden. Die Pläne für das neue Gotteshaus entwarf Architekt Wilhelm Hector (Saarbrücken-St. Johann). Für die Ausführung der Bauarbeiten zeichnete der Bauunternehmer Ambré (Waldrach/Mosel) verantwortlich. Am 24. Juni 1906 erfolgte die feierliche Grundsteinlegung. Am 1. September 1907 fand der letzte Gottesdienst für die Pfarrgemeinde in der Kirche St.Gangolf statt, deren Inventar anschließend in die neue Pfarrkirche nach Besseringen gebracht wurde. Zwei Glocken der Gangolfkirche, sowie die Glocken der 1497 eingeweihten Besseringer Kapelle wurden zu einer Glocke für die neue Pfarrkirche umgegossen. Die Benedizierung der Kirche fand am 8. September 1907 statt, die Konsekration durch den Trierer Weihbischof Karl Ernst Schrod erfolgte am 18. Mai 1909.

## Architektur und Ausstattung
Das Kirchengebäude wurde als dreischiffige Hallenkirche im Stil der Neugotik errichtet. Es handelt sich um eine sogenannte Stufenhalle oder Pseudobasilika, deren Außenbau einen basilikalen Eindruck vermittelt. Im Unterschied zu einer Basilika befindet sich zwischen dem Mittelschiff und den niedrigeren Seitenschiffen keine Fensterzone, ein sogenannter Obergaden. Die Dächer der separaten Seitenschiffe enden vielmehr fast direkt unter dem Dachtrauf des Mittel- bzw. Hauptschiffes. Die Kirche gliedert sich in den weithin sichtbaren Westturm, das dreischiffige Langhaus, das Querhaus und den fünfseitigen polygonal abschließenden Chor.
Zur Ausstattung der Kirche gehört ein Kreuzweg der noch aus der alten Pfarrkirche St. Gangolf stammt und Figuren des heiligen Gangolf und des heiligen Sebastian, die ebenfalls aus der alten Kirche stammen. Der Flügelaltar im gotischen Stil ist ein Werk des Bildschnitzers Karl Frank (Trier). Die Firma Binsfeld (Trier) fertigte die beiden großflächigen Fenster im Querschiff. Die Glasmalereien der Chorfenster nehmen Bezug auf die Herz-Jesu-Verehrung.

## Orgel
Die erste Orgel der Kirche wurde von der Orgelbaufirma Mamert Hock (Saarlouis) erbaut und verfügte über 15 klingende Register, verteilt auf zwei Manuale und Pedal. Während des Zweiten Weltkrieges entstanden teilweise schwere Schäden an dem Instrument, die 1953 im Rahmen einer Renovierung beseitigt wurden. Am 13. November 1997 erteilte der Verwaltungsrat der Pfarrgemeinde der Orgelbaufirma Link (Giengen an der Brenz) den Auftrag zum Bau einer neuen Orgel, die am 29. August 1999 feierlich eingeweiht wurde.
Die Link-Orgel, ein Schleifladen-Instrument, besitzt 32 Register, verteilt auf zwei Manuale und Pedal. Die Spieltraktur ist mechanisch, die Registertraktur elektrisch. Die Disposition lautet wie folgt:
| I Hauptwerk C–g3 |                |       |
| 1.               | Bourdon        | 16′   |
| 2.               | Principal      | 8′    |
| 3.               | Rohrgedeckt    | 8′    |
| 4.               | Viola di Gamba | 8′    |
| 5.               | Octave         | 4′    |
| 6.               | Flöte          | 4′    |
| 7.               | Quinte         | 2 ⁄3′ |
| 8.               | Superoctave    | 2′    |
| 9.               | Mixtur IV      | 1 ⁄3′ |
| 10.              | Cornet V D     | 8′    |
| 11.              | Trompete       | 8′    |

| II Schwellwerk C–g3 |                      |        |
| 12.                 | Principal            | 8′     |
| 13.                 | Holzflöte            | 8′     |
| 14.                 | Salicional           | 8′     |
| 15.                 | Vox coelestis        | 8′     |
| 16.                 | Praestant            | 4′     |
| 17.                 | Traversflöte         | 4′     |
| 18.                 | Fugara               | 4′     |
| 19.                 | Nazard               | 2 ⁄3′  |
| 20.                 | Flageolet            | 2′     |
| 21.                 | Terz                 | 1 3⁄5′ |
| 22.                 | Mixtur IV            | 2′     |
| 23.                 | Trompette harmonique | 8′     |
| 24.                 | Oboe                 | 8′     |
|                     | Tremulant            |        |

| Pedal C–f1 |            |         |
| 25.        | Principal  | 16′     |
| 26.        | Subbass    | 16′     |
| 27.        | Quintbass  | 10 2⁄3′ |
| 28.        | Octavbaß   | 8′      |
| 29.        | Gedecktbaß | 8′      |
| 30.        | Octave     | 4′      |
| 31.        | Posaune    | 16′     |
| 32.        | Trompete   | 8′      |

- Koppeln: II/I, I/P, II/P
- Spielhilfen: 252 Setzerkombinationen, Zimbelstern